# Komitet Historii Nauki i Techniki PAN
Komitet Historii Nauki i Techniki PAN powstał w maju 1952 jako element organizacji Wydziału I Polskiej Akademii Nauk. 

## Charakterystyka
W czasie kilkudziesięcioletniej historii zmieniała się nazwa, struktura i funkcje Komitetu. Początkowo był to Komitet Historii Nauki Polskiej, liczący zaledwie osiem osób, reprezentujących nauki społeczne. Pierwszym przewodniczącym został prof. Bogusław Leśnodorski. Nieco ponad rok później posiadał już 5 sekcji (Historii Nauk Społecznych; Historii Nauk Przyrodniczych; Historii Nauk Technicznych i Techniki; Podsekcję Historii Nauk Medycznych; Podsekcję Historii Urbanistyki i Architektury), stanowił organizację międzywydziałową, usytuowaną przy Prezydium PAN i skupiał przedstawicieli wielu dyscyplin naukowych. W 1956, podczas VIII Międzynarodowego Kongresu Historii Nauki (Florencja – Mediolan), Komitet Historii Nauki PAN został członkiem Międzynarodowej Unii Historii i Filozofii Nauki/Oddział Historii Nauki i Techniki (International Union of History and Philosophy of Science/Division of History of Science and Technology). 
Swój obecny kształt i nazwę otrzymał w 1963. Od tamtej pory stale funkcjonuje jako komitet naukowy przy Wydziale I Nauk Społecznych PAN. W 1965 był organizatorem i gospodarzem XI Międzynarodowego Kongresu Historii Nauki (Warszawa – Kraków).
Komitet Historii Nauki i Techniki PAN jest ciałem wybieralnym (na czteroletnią kadencję) w ogólnopolskich, tajnych wyborach. Czynne i bierne prawo wyborcze mają samodzielni pracownicy nauki (prof. i dr hab.), którzy zajmują się historią poszczególnych dyscyplin naukowych. To wielospecjalizacyjne gremium, skupiające wybitnych uczonych z rozmaitych dziedzin nauki, różni się zasadniczo od komitetów nauk historycznych. Prowadząc zintegrowane działania w zakresie poznania i promocji dziedzictwa naukowego Komitet Historii Nauki i Techniki odgrywa istotną rolę w strukturze komitetów Polskiej Akademii Nauk.